# A Real Madrid CF 2013–2014-es szezonja
A Real Madrid CF 2013–2014-es szezonja a csapat 110. idénye volt fennállása óta, sorozatban a 83. a spanyol első osztályban.
A szezon 2013. július 1-jén kezdődött és 2014. június 30-án ért véget.

## Mezek
Gyártó: Adidas; mezszponzor: Emirates.
| Hazai |  | Vendég |  | Harmadik |  | Kapus 1 |  | Kapus 2 | Kapus 3 |

## Átigazolások

### Érkezők
| Mezszám | Poz. | Nemzet  | Név                            | Kor | EU          | Honnan              | Szerződés megnevezése    | Átigazolási időszak | Szerződés vége | Átigazolás összege | Forrás |
| ------- | ---- | ------- | ------------------------------ | --- | ----------- | ------------------- | ------------------------ | ------------------- | -------------- | ------------------ | ------ |
| 15      | V    | spanyol | Dani Carvajal                  | 21  | EU          | Bayer Leverkusen    | Átigazolás               | Nyár                | 2019           | 6.5M €             | [ 1 ]  |
| 16      | KP   | Brazil  | Casemiro                       | 21  | EU-n kívüli | São Paulo           | Átigazolás               | Nyár                | 2017           | 6M €               | [ 2 ]  |
| 23      | KP   | spanyol | Isco                           | 21  | EU          | Málaga CF           | Átigazolás               | Nyár                | 2018           | 30M €              | [ 3 ]  |
| 24      | KP   | spanyol | Asier Illarramendi             | 23  | EU          | Real Sociedad       | Átigazolás               | Nyár                | 2019           | 32.2M €            | [ 4 ]  |
| 20      | CS   | spanyol | Jesé                           | 20  | EU          | Utánpótlás rendszer | Utánpótlásból került fel | Nyár                | 2017           | N/A                | [ 5 ]  |
|         | CS   | orosz   | Gyenyisz Dmitrijevics Cserisev | 22  | EU          | Utánpótlás rendszer | Utánpótlásból került fel | Nyár                | 2017           | N/A                | [ 6 ]  |
| 11      | CS   | wales   | Gareth Bale                    | 24  | EU          | Tottenham Hotspur   | Átigazolás               | Nyár                | 2019           | 100M €             | [ 7 ]  |

Összes kiadás: 174.7M €

### Távozók
| Mezszám | Poszt | Nemzet    | Név                            | Kor | EU | Hová      | Ár                    | jegyzet |
| ------- | ----- | --------- | ------------------------------ | --- | -- | --------- | --------------------- | ------- |
| 11      | V     | Portugál  | Ricardo Carvalho               | 35  | EU | AS Monaco | Ingyen                | [ 8 ]   |
|         | Cs    | spanyol   | Pedro León                     | 26  | EU | Getafe    | 6M €                  | [ 9 ]   |
| 15      | KP    | ghána     | Michael Essien                 | 30  | EU | Chelsea   | Kölcsönből vissza     | [ 10 ]  |
| 21      | KP    | spanyol   | José Callejón                  | 26  | EU | Napoli    | 10M €                 | [ 11 ]  |
| 20      | Cs    | Argentína | Gonzalo Higuaín                | 25  | EU | Napoli    | 40M €                 | [ 12 ]  |
| 18      | KP    | spanyol   | Raúl Albiol                    | 27  | EU | Napoli    | 12M €                 | [ 13 ]  |
| 8       | KP    | brazil    | Kaká                           | 31  | EU | Milan     | ingyen                |         |
|         | Cs    | orosz     | Gyenyisz Dmitrijevics Cserisev | 22  | EU | Sevilla   | N/A                   | [ 14 ]  |
| 13      | K     | spanyol   | Antonio Adán                   | 26  | EU | Cagliari  | megszűnt a szerződése |         |
| 10      | KP    | német     | Mesut Özil                     | 24  | EU | Arsenal   | 50M €                 | [ 15 ]  |

Összes bevétel:  122.4M €

netes bevétel: 52.3M €

## La Liga
Győzelem
      Döntetlen
      Vereség
| Forduló | Ellenfél        | H/V | Eredmény |
| ------- | --------------- | --- | -------- |
| 1       | Real Betis      | H   | 2–1      |
| 2       | Granada         | V   | 0–1      |
| 3       | Athletic Bilbao | H   | 3–1      |
| 4       | Villarreal      | V   | 2–2      |
| 5       | Getafe          | H   | 4–1      |
| 6       | Elche           | V   | 1–2      |
| 7       | Atlético Madrid | H   | 0–1      |
| 8       | Levante         | V   | 2–3      |
| 9       | Málaga          | H   | 2–0      |
| 10      | Barcelona       | V   | 2–1      |
| 11      | Sevilla         | H   | 7–3      |
| 12      | Rayo Vallecano  | V   | 2–3      |
| 13      | Real Sociedad   | H   | 5–1      |
| 14      | Almería         | V   | 0–5      |
| 15      | Real Valladolid | H   | 4–0      |
| 16      | Osasuna         | V   | 2–2      |
| 17      | Valencia        | V   | 2–3      |
| 18      | Celta Vigo      | H   | 3–0      |
| 19      | Espanyol        | V   | 0–1      |

| Forduló | Ellenfél        | H/V | Eredmény |
| ------- | --------------- | --- | -------- |
| 20      | Real Betis      | V   | 0–5      |
| 21      | Granada         | H   | 2–0      |
| 22      | Athletic Bilbao | V   | 1–1      |
| 23      | Villarreal      | H   | 4–2      |
| 24      | Getafe          | V   | 0–3      |
| 25      | Elche           | H   | 3–0      |
| 26      | Atlético Madrid | V   | 2–2      |
| 27      | Levante         | H   | 3–0      |
| 28      | Málaga          | V   | 0–1      |
| 29      | Barcelona       | H   | 3–4      |
| 30      | Sevilla         | V   | 2–1      |
| 31      | Rayo Vallecano  | H   | 5–0      |
| 32      | Real Sociedad   | V   | 0–4      |
| 33      | Almería         | H   | 4–0      |
| 34      | Osasuna         | H   | 4–0      |
| 35      | Valencia        | H   | 2–2      |
| 36      | Real Valladolid | V   | 1–1      |
| 37      | Celta Vigo      | V   | 2–0      |
| 38      | Espanyol        | H   | 3–1      |

## A mérkőzés
A Real Madrid a 11. perc elején kontrából szerzett vezetést. Di María lépett ki a jobb szélről érkezve, Jordi Alba hiába üldözte, és érte utol, az argentin szélső laposan kilőtte a hosszú, bal alsót. José Manuel Pinto vetődött ugyan a jól meghelyezett labdára, de csak beleérni tudott, hárítani nem, ezzel a madridiak vezettek 1-0-ra. A 68. percben aztán Xavi szögleténél Pepe számolta el magát csúnyán, és a fiatal Marc Bartra kiegyenlített. A mérkőzés végeredményét Gareth Bale alakította ki. A 85. percben a bal szélen elviharzott, lefutotta az őt majdnem a lelátóra leütköző Bartrát, és az ötös sarkáról Pinto mellett a kapuba spiccelt.

### Részletek
| 2014. április 16. 21:30 |

| Real Madrid           | 2–1               | FC Barcelona |
| --------------------- | ----------------- | ------------ |
| Di María 11' Bale 85' | (1–0) Jegyzőkönyv | Bartra 68'   |

| Estadio Mestalla, Valencia Nézőszám: 52953 Játékvezető: Antonio Mateu Lahoz |

| Real Madrid | Barcelona |

|                 |    |                    |     |     |
|                 |    |                    |     |     |
| GK              | 1  | Iker Casillas (c)  |     |     |
| RB              | 15 | Daniel Carvajal    |     |     |
| CB              | 3  | Pepe               | 17' |     |
| CB              | 4  | Sergio Ramos       |     |     |
| LB              | 5  | Fábio Coentrão     |     |     |
| DM              | 14 | Xabi Alonso        | 88' |     |
| CM              | 19 | Luka Modrić        |     |     |
| CM              | 23 | Isco               | 3'  | 89' |
| RW              | 22 | Ángel di María     |     | 86' |
| CF              | 9  | Karim Benzema      |     | 90' |
| LW              | 11 | Gareth Bale        |     |     |
| Cserék:         |    |                    |     |     |
| GK              | 25 | Diego López        |     |     |
| DF              | 2  | Raphaël Varane     |     | 90' |
| MF              | 16 | Casemiro           |     | 89' |
| MF              | 18 | Nacho              |     |     |
| MF              | 24 | Asier Illarramendi |     | 86' |
| FW              | 21 | Álvaro Morata      |     |     |
| FW              | 39 | Willian José       |     |     |
| Edző:           |    |                    |     |     |
| Carlo Ancelotti |    |                    |     |     |

|                 |    |                   |     |     |
|                 |    |                   |     |     |
| GK              | 13 | José Manuel Pinto |     |     |
| RB              | 22 | Dani Alves        |     |     |
| CB              | 15 | Marc Bartra       |     | 87' |
| CB              | 14 | Javier Mascherano | 53' |     |
| LB              | 18 | Jordi Alba        |     | 46' |
| DM              | 16 | Sergio Busquets   |     |     |
| CM              | 6  | Xavi (c)          |     |     |
| CM              | 8  | Andrés Iniesta    |     |     |
| RW              | 11 | Neymar            | 17' |     |
| CF              | 10 | Lionel Messi      |     |     |
| LW              | 4  | Cesc Fàbregas     |     | 60' |
| Cserék:         |    |                   |     |     |
| GK              | 25 | Oier Olazábal     |     |     |
| DF              | 5  | Carles Puyol      |     |     |
| DF              | 21 | Adriano           |     | 46' |
| MF              | 17 | Alex Song         |     |     |
| MF              | 24 | Sergi Roberto     |     |     |
| FW              | 7  | Pedro             |     | 60' |
| FW              | 9  | Alexis Sánchez    |     | 87' |
| Edző:           |    |                   |     |     |
| Gerardo Martino |    |                   |     |     |

| A mérkőzés legjobb játékosa - Gareth Bale |

## Bajnokok ligája
A 36. percben a 16-osra beemelt labdára Iker Casillas kiindult a kapuból, azonban Diego Godín a megtorpanó kapust megelőzte, a labdát Casillas már csak a gólvonalon túlról tudta visszaütni. A második félidőben a Realnak sok lövése volt, azonban ezekből kevés találta el a kaput. Az utolsó 10 percre a Real beszorította az elfáradó ellenfelét, a nyomást a 93. percig bírta az Atlético, amikor Luka Modrić szögletéből Sergio Ramos fejelt a hálóba. A rendes játékidő 1–1-gyel zárult. A 110. percben Ángel Di María indult el a bal oldalon, a kapura tartó lövését Thibaut Courtois lábbal védeni tudta, de a felperdülő labdára Gareth Bale érkezett, aki befejelte azt a hálóba. A 118. percben Marcelo indult meg középen, az elfáradt Atléticó játékosok nem indultak rá, a brazil játékos pedig 16 méterről lőtt a kapuba, Courtois csak beleérni tudott. A 120. percben Godín szabálytalankodott Cristiano Ronaldóval szemben a 16-oson belül, a megítélt büntetőt Ronaldo berúgta. A végeredmény 4–1 lett, a Real Madrid története 10. BEK/BL-sikerét szerezte.

### Részletek
| 2014. május 24. 19:45 (20:45 – CEST) |

| Real Madrid                                                | 4–1 (h. u.)                 | Atlético de Madrid |
| ---------------------------------------------------------- | --------------------------- | ------------------ |
| Ramos 90+3' Bale 110' Marcelo 118' Ronaldo 120' (11-esből) | (0–1, 1–1, 1–1) Jegyzőkönyv | Godín 36'          |

| Estádio da Luz, Lisszabon Nézőszám: 60 976 Játékvezető: Björn Kuipers (holland) |

| Real Madrid | Atlético Madrid |

| GK              | 1  | Iker Casillas (csk) |        |     |      |
| RB              | 15 | Daniel Carvajal     |        |     |      |
| CB              | 4  | Sergio Ramos        | 27'    |     |      |
| CB              | 2  | Raphaël Varane      | 120+3' |     |      |
| LB              | 5  | Fábio Coentrão      |        | 59' |      |
| RM              | 19 | Luka Modrić         |        |     |      |
| CM              | 6  | Sami Khedira        | 45+1'  | 59' |      |
| LM              | 22 | Ángel Di María      |        |     |      |
| RF              | 11 | Gareth Bale         |        |     |      |
| CF              | 9  | Karim Benzema       |        | 79' |      |
| LF              | 7  | Cristiano Ronaldo   | 120+1' |     |      |
| Cserék:         |    |                     |        |     |      |
| GK              | 25 | Diego López         |        |     |      |
| DF              | 3  | Pepe                |        |     |      |
| DF              | 12 | Marcelo             |        | 59' | 118' |
| DF              | 17 | Álvaro Arbeloa      |        |     |      |
| MF              | 23 | Isco                |        | 59' |      |
| MF              | 24 | Asier Illarramendi  |        |     |      |
| FW              | 21 | Álvaro Morata       |        | 79' |      |
| Vezetőedző:     |    |                     |        |     |      |
| Carlo Ancelotti |    |                     |        |     |      |

| GK            | 13 | Thibaut Courtois   |      |     |
| RB            | 20 | Juanfran           | 74'  |     |
| CB            | 23 | Miranda            | 53'  |     |
| CB            | 2  | Diego Godín        | 120' |     |
| LB            | 3  | Filipe Luís        |      | 83' |
| RM            | 8  | Raúl García        | 27'  | 66' |
| CM            | 5  | Tiago              |      |     |
| CM            | 14 | Gabi (csk)         | 100' |     |
| LM            | 6  | Koke               | 86'  |     |
| CF            | 19 | Diego Costa        |      | 9'  |
| CF            | 9  | David Villa        | 72'  |     |
| Cserék:       |    |                    |      |     |
| GK            | 1  | Daniel Aranzubia   |      |     |
| DF            | 12 | Toby Alderweireld  |      | 83' |
| MF            | 4  | Mario Suárez       |      |     |
| MF            | 11 | Cristian Rodríguez |      |     |
| MF            | 24 | José Ernesto Sosa  |      | 66' |
| MF            | 26 | Diego              |      |     |
| FW            | 7  | Adrián López       |      | 9'  |
| Vezetőedző:   |    |                    |      |     |
| Diego Simeone |    |                    |      |     |

| UEFA – mérkőzés játékosa: Ángel Di María (Real Madrid) Szurkolók – mérkőzés játékosa: Sergio Ramos (Real Madrid) Asszisztensek: Sander van Roekel (holland) Erwin Zeinstra (holland) Pol van Boekel (holland) Richard Liesveld (holland) Negyedik játékvezető: Cüneyt Çakır (török) | Szabályok - 90 perc játékidő. - 30 perc hosszabbítás, ha szükséges. - Büntetőpárbaj, ha szükséges. - Hét megnevezett cserejátékos. - Maximum három cserejátékos. |

### Statisztika
|                    | Real Madrid | Atlético Madrid |
| ------------------ | ----------- | --------------- |
| Gól                | 0           | 1               |
| Összes lövés       | 3           | 4               |
| Kapura tartó lövés | 2           | 2               |
| Védés              | 0           | 2               |
| Labdabirtkolás     | 57%         | 43%             |
| Szöglet            | 2           | 3               |
| Szabálytalanság    | 8           | 10              |
| Les                | 0           | 2               |
| Sárga lap          | 2           | 1               |
| Piros lap          | 0           | 0               |

|                    | Real Madrid | Atlético Madrid |
| ------------------ | ----------- | --------------- |
| Gól                | 1           | 0               |
| Összes lövés       | 10          | 3               |
| Kapura tartó lövés | 3           | 2               |
| Védés              | 1           | 1               |
| Labdabirtkolás     | 61%         | 39%             |
| Szöglet            | 5           | 5               |
| Szabálytalanság    | 6           | 11              |
| Les                | 0           | 2               |
| Sárga lap          | 0           | 4               |
| Piros lap          | 0           | 0               |

|                    | Real Madrid | Atlético Madrid |
| ------------------ | ----------- | --------------- |
| Gól                | 3           | 0               |
| Összes lövés       | 8           | 3               |
| Kapura tartó lövés | 7           | 2               |
| Védés              | 2           | 3               |
| Labdabirtkolás     | 65%         | 35%             |
| Szöglet            | 2           | 1               |
| Szabálytalanság    | 5           | 6               |
| Les                | 0           | 0               |
| Sárga lap          | 3           | 2               |
| Piros lap          | 0           | 0               |

|                    | Real Madrid | Atlético Madrid |
| ------------------ | ----------- | --------------- |
| Gól                | 4           | 1               |
| Összes lövés       | 21          | 10              |
| Kapura tartó lövés | 12          | 6               |
| Védés              | 3           | 6               |
| Labdabirtkolás     | 60%         | 40%             |
| Szöglet            | 9           | 9               |
| Szabálytalanság    | 19          | 27              |
| Les                | 0           | 4               |
| Sárga lap          | 5           | 7               |
| Piros lap          | 0           | 0               |

## Végeredmény
| #  | Csapat              | M  | Gy | D  | V  | Lg  | Kg | Gk  | P  | Megjegyzés                            |
| -- | ------------------- | -- | -- | -- | -- | --- | -- | --- | -- | ------------------------------------- |
| 1  | Atlético Madrid (B) | 38 | 28 | 6  | 4  | 77  | 26 | +51 | 90 | Bajnokok Ligája, csoportkör           |
| 2  | Barcelona           | 38 | 27 | 6  | 5  | 100 | 33 | +67 | 87 | Bajnokok Ligája, csoportkör           |
| 3  | Real Madrid         | 38 | 27 | 6  | 5  | 105 | 38 | +67 | 87 | Bajnokok Ligája, csoportkör           |
| 4  | Athletic Bilbao     | 38 | 20 | 10 | 8  | 66  | 39 | +27 | 70 | Bajnokok Ligája, playoff              |
| 5  | Sevilla             | 38 | 18 | 9  | 11 | 69  | 52 | +17 | 63 | Európa-Liga csoportkör                |
| 6  | Villarreal          | 38 | 17 | 8  | 13 | 60  | 44 | +16 | 59 | Európa-Liga, egyenes kieséses szakasz |
| 7  | Real Sociedad       | 38 | 16 | 11 | 11 | 62  | 55 | +7  | 59 | Európa-liga, 3. selejtezőkör          |
| 8  | Valencia            | 38 | 13 | 10 | 15 | 51  | 53 | −2  | 49 |                                       |
| 9  | Celta de Vigo       | 38 | 14 | 7  | 17 | 49  | 54 | −5  | 49 |                                       |
| 10 | Levante             | 38 | 12 | 12 | 14 | 35  | 43 | −8  | 48 |                                       |
| 11 | Málaga              | 38 | 12 | 9  | 17 | 39  | 46 | −7  | 45 |                                       |
| 12 | Rayo Vallecano      | 38 | 13 | 4  | 21 | 46  | 80 | −34 | 43 |                                       |
| 13 | Getafe              | 38 | 11 | 9  | 18 | 35  | 54 | −19 | 42 |                                       |
| 14 | Espanyol            | 38 | 11 | 9  | 18 | 41  | 52 | −11 | 42 |                                       |
| 15 | Granada             | 38 | 12 | 5  | 21 | 32  | 56 | −24 | 41 |                                       |
| 14 | Elche               | 38 | 9  | 13 | 16 | 30  | 50 | −20 | 40 |                                       |
| 15 | Almería             | 38 | 11 | 7  | 20 | 43  | 71 | −28 | 40 |                                       |
| 18 | Osasuna (K)         | 38 | 10 | 9  | 19 | 32  | 62 | −30 | 39 | Kiesés: Segunda División              |
| 19 | Valladolid (K)      | 38 | 7  | 15 | 16 | 38  | 60 | −22 | 36 | Kiesés: Segunda División              |
| 20 | Betis (K)           | 38 | 6  | 7  | 25 | 36  | 78 | −42 | 25 | Kiesés: Segunda División              |

Utolsó frissítés: 2014. május 23.
Forrás: ESPN
Rendezési elv: 1 – pont; 2 – egymás ellen szerzett több pont; 3 – egymás elleni gólkülönbség; 4 – egymás ellen lőtt több gól; 5 – gólkülönbség; 6 – több lőtt gól; 7 – Fair Play-lista.
# = helyezés; M = játszott meccsek száma; Gy = győzelmek; D = döntetlenek; V = vereségek; Lg = lőtt gólok; Kg = kapott gólok; Gk = gólkülönbség; Pont = pontok; (B) = bajnok; (K) = kiesett; (F) = feljutott.

1 Mivel a 2013-14-es Copa del Rey győztes (Real Madrid) és a második helyezett (Barcelona) már kvalifikálta magát a 2014–2015-ös UEFA-bajnokok ligája sorozatba, ezért az 5. helyezett csapat jut a csoportmérkőzésekhez, 6. helyezett csapat jut a rájátszásba és 7. helyezett csapat harmadik selejtező körbe jut, a 2014–2015-ös Európa-ligában.

2 Sevilla automatikusan kvalifikálta magát a 2014-15-ös Európa Liga csoportkörbe, mint a címvédő.

## Külső hivatkozások
- Hivatalos weboldal